# Chionaema conclusa
Chionaema conclusa är en fjärilsart som beskrevs av Walker 1862. Chionaema conclusa ingår i släktet Chionaema och familjen björnspinnare. Inga underarter finns listade i Catalogue of Life.